# ARM Cortex-A73
L'ARM Cortex-A73 és una unitat de processament central que implementa el conjunt d'instruccions ARMv8-A de 64 bits dissenyat pel centre de disseny Sophia d'ARM Holdings. El Cortex-A73 és una canalització superescalar fora d'ordre de descodificació de 2 amples. El Cortex-A73 serveix com a successor del Cortex-A72, dissenyat per oferir un 30% més de rendiment o un 30% més d'eficiència energètica.

## Disseny
El disseny del Cortex-A73 es basa en l'ARMv7-A Cortex-A17 de 32 bits, destacant l'eficiència energètica i el rendiment màxim sostingut. El Cortex-A73 està dirigit principalment a la informàtica mòbil. A les revisions, el Cortex-A73 va mostrar instruccions senceres per rellotge (IPC) millorades, tot i que un IPC de punt flotant més baix, en relació amb el Cortex-A72.

## Llicència
El Cortex-A73 està disponible com a nucli SIP per als llicenciataris, i el seu disseny el fa adequat per a la integració amb altres nuclis SIP (per exemple, GPU, controlador de pantalla, DSP, processador d'imatges, etc.) en una matriu que constitueix un sistema en un xip (SoC).
El Cortex-A73 també és el primer nucli ARM que es modifica mitjançant la llicència semipersonalitzada d'ARM "Construït sobre ARM". El Kryo 280 va ser el primer producte semi-personalitzat llançat, tot i que no es van anunciar les modificacions fetes en relació amb l'estoc Cortex-A73.

## Productes
El HiSilicon Kirin 960, llançat el 2016, utilitza 4 nuclis Cortex-A73 (a 2,36 GHz) com els nuclis "grans" en un gran. LITTLE arranjament amb 4 'petits' nuclis ARM Cortex-A53.
El MediaTek Helio X30 utilitza 2 nuclis Cortex-A73 (a 2,56 GHz) com els nuclis "grans" en deca-core big. Arranjament LITTLE amb 4 nuclis "petits" Cortex-A53 i 4 Cortex-A35.
El Kryo 280, llançat el març de 2017 per Qualcomm al Snapdragon 835, utilitza un nucli Cortex-A73 modificat. El SoC utilitza 8 nuclis Kryo 280 en un gran. PETIT arranjament com a dos blocs de 4 nuclis, marcats a 2.456 GHz i 1.906 GHz. Es desconeixen les modificacions fetes per Qualcomm en relació amb el nucli d'estoc Cortex-A73, i el nucli Kryo 280 resultant va demostrar un augment de l'IPC sencer. El Kryo 260 també utilitzava nuclis Cortex-A73, encara que a velocitats de rellotge més baixes que el Kryo 280 i en combinació amb nuclis Cortex-A53.
El Cortex-A73 també es troba en una àmplia gamma de chipsets de gamma mitjana com el Samsung Exynos 7885, la sèrie MediaTek Helio P i altres models HiSilicon Kirin. Igual que el Snapdragon 636/660, la majoria d'aquests conjunts de xips implementen 4 nuclis A73 i 4 nuclis A53 de forma gran. Configuració POCA, tot i que alguns models de gamma baixa de xips Samsung només implementen 2 nuclis A73 amb 6 nuclis A53.